# الانتهاكات الجنسية أثناء تحرير بولندا (1944–1947)
إن موضوع الانتهاكات الجنسية أثناء تحرير بولندا في نهاية الحرب العالمية الثانية في أوروبا غائباً عن تأريخ ما بعد الحرب حتى تفكك الاتحاد السوفييتي، على الرغم من أن المشكلة كانت جادة خلال وبعد تقدم القوات السوفييتية ضد ألمانيا النازية في 1944–1945. كتبت كاثرين جولوك أن قلة الأبحاث لقرابة نصف قرن فيما يتعلق بمجال العنف الجنسي من قبل الذكور السوفييت، تفاقمت بسبب التابوهات (المحرمات) التقليدية بين ضحاياها، اللاتي لم يكن قادرات على إيجاد «صوتٍ يمكنهن من التحدث بارتياح» عن خبرتهن في زمن الحرب «مع الحفاظ على كرامتهم». كتب كلاً من جوانا أوستروفسما ومارسين زاريمبا من الأكاديمية البولندية للعلوم أن عمليات اغتصاب النساء البولنديات وصل إلى حدٍ كبير خلال الهجوم الشتوي للجيش الأحمر في 1945.
من بين العوامل التي ساهمت بتصعيد العنف الجنسي ضد النساء - خلال ما يعرف بتحرير بولندا - كان شعور بعض وحدات السوفييت الفردية بالحصانة (الفرار من العقوبة) جعل قادتهم العسكريين يتولوا أمرهم بأنفسهم. كتب الدكتور جانوسز فوربل (بالبولندية: Janusz Wróbel) من معهد ال1كرى الوطنية، أن الجنود الناهبون قاموا بتشكيل عصابةٍ جاهزة لإطلاق النار، كما حدث في يانجيوف (Jędrzejów). كان تُساق الماشية بعيداً. حقولٌ مسحت من الحبوب دون تعويض. نُهبت بيوت بولندية. كتب ستاروستا (مختار/عمدة) وودج رسالةً إلى فويفوده (قائده) منبهاً أن نهب السلع من المخازن والمزارع رافقه غالباً اغتصاب عاملات المزارع كما حدث في زاليشه (Zalesie)، وأُوليخوف (Olechów)، وفيلكشين (Feliksin)، وخوتا شكلانا (Huta Szklana)، ناهيك عن الجرائم الأخرى، بما في ذلك الاغتصاب القاتل منا حدث في واغيفنيكي (Łagiewniki). سرق الناهبون المدججون بالأسلحة الثقيلة سيارتٍ، وعربات خيول، وحتى القطارات. في رسالته التالية إلى السلطات البولندية، كتب نفس الـ (ستاروستا) أن الاغتصاب والنهب يسبب للسكان الخوف وكراهية النظام السوفييتي.

## الهجوم الشتوي للجيش الأحمر في 1945

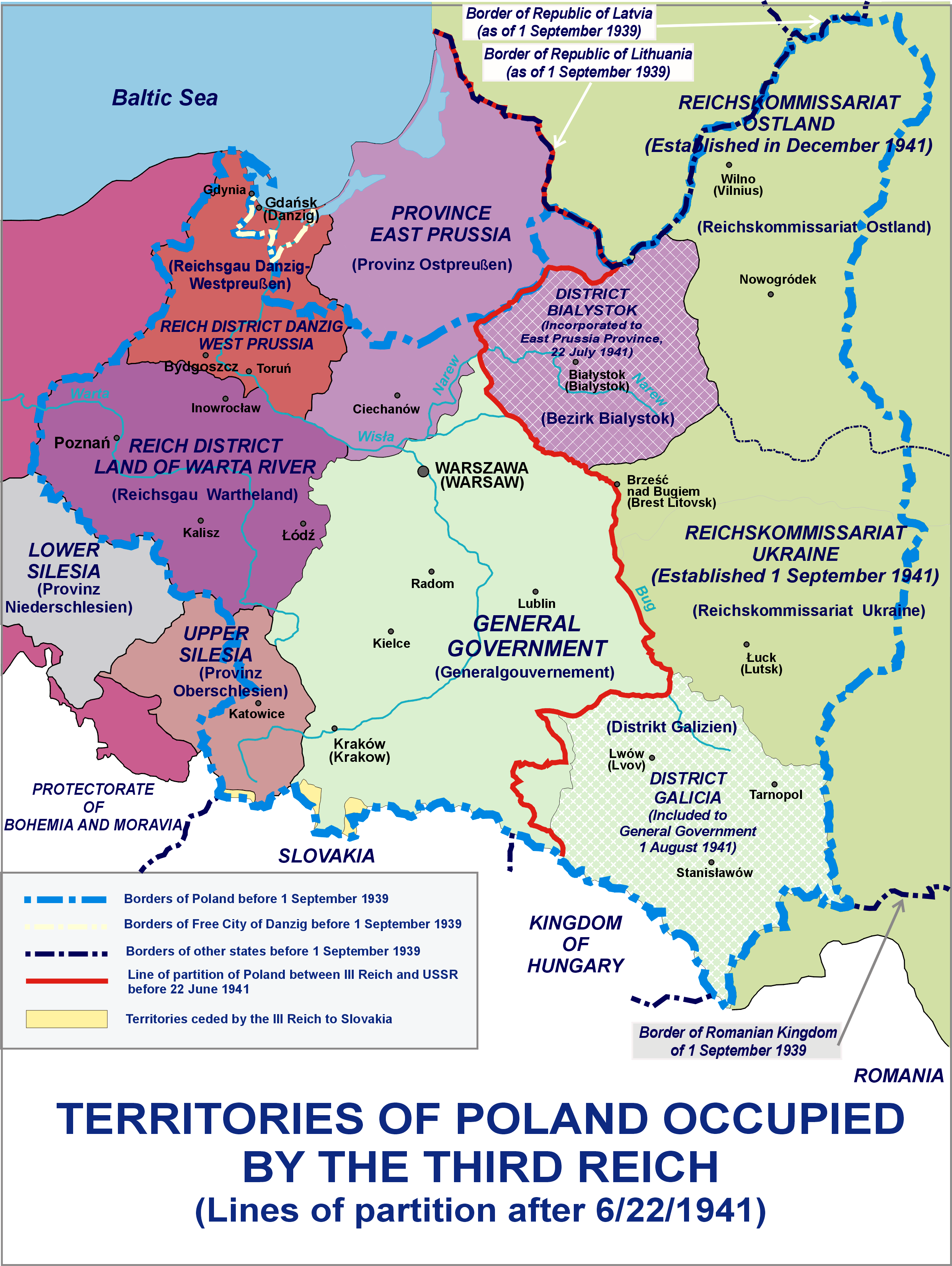
المناطق المحتلة في بولندا من قبل الرايخ الثالث

ظهرت حالات الاغتصاب الجماعي في المدن البولندية الرئيسية الواقعة تحت سيطرة الجيش الأحمر. في كراكوف، رافق دخول السوفييت إلى المدينة موجة من عمليات اغتصاب النساء والفتيات، وسرقاتٍ على نطاقٍ واسع للمتلكات الشخصية. وفقاً للبروفيسور أندجيه خالبا (Andrzej Chwalba) من جامعة ياغيلونيا، أن هذا السلوك وصل مستوىً جعل الشيوعيين البولنديين المُعينين في المدينة من قبل الاتحاد السوفييتي يكتبون رسالةً احتجاجية جوزيف ستالين نفسه. وفي محطة كراكوف الرئيسية، أُطلق النار على البولنديين الذين حاولوا إنقاذ الضحايا من الاغتصاب الجماعي. في عضون ذلك الوقت، عُقدت مجالس الكنائس في ترقب الانسحاب السوفييتي.
وكانت النساء البولنديات في سيليزيا هدفا للاغتصاب الجماعي جنبا إلى جنب مع نظيراتهن الألمانيات حتى بعد أن تحركت الجبهة السوفييتية بعيداً إلى الغرب. في الشهور الستة الأولى من 1945، سُجلت 268 حالة اغتصاب في ديمسكا كوجنيا (Dębska Kuźnia). وفي آذار سنة 1945 بالقرب من راسيبورز، أُسرت 30 امرأة في مصنعٍ للكتان وحبسن في بيتٍ في ماكوف (Maków) واغتصبن على مدى فترةٍ من الزمن تحت التهديد بالموت. المرأة التي قدمت إفادتها للشرطة كانت قد تعرضت للاغتصاب على يد أربعة رجال. أُلقي القبض على نساءٍ ألمانيات وبولنديات في شوارع كاتوفيتسه، وزابجه، وخوجوف واغتصبن جماعياً على أيدي جنودٍ مخمورين، حدث ذلك غالباً في الهواء العراء. وفقاً لنايمارك، لم يفرق جنود الجيش الأحمر على أسسِ عرقية، أو بين الضحايا والمحتلين.
كتب كلاً من أُوستروفسكا وزاريمبا أن النساء الألمانيات والبولنديات في فارميا (Warmia) ومازوري (Mazury) قد عانين من نفس المحنة. تدعي رسالة من الأقاليم المستردة أنه في مدينة أولشتين، فعلياً لم تنجو أي امرأة دون أن يُعتدى عليها من قبل المغتصبين السوفييت «بغض النظر عن سنها». قُدرت أعمارهن وترواحت بين 9 إلى 80 سنة. أحياناً، كانت الجدة، والأم، والابنة من بين الضحايا. كانت النساء تغتصب جماعياً من قبل مجموعة من الجنود. في رسالةٍ من غدانسك يرجع تاريخها إلى 17 نيسان 1945، أن امرأةً بولندية حصلت على عملٍ حوال السوفييتية قالت: «لأننا كنا نتحدث بالبولندية، كنا مطلوبات. على أية حال، معظم الضحايا هناك تعرضن للاغتصاب ما يصل 15 مرة. لقد كان الأمر مريعاً». تقول رسالة من غدينيا، كُتبت بعد أسبوع، أن الملاذ الوحيد للنساء كان أن يختبئن طوال اليوم في الأقبية.

## قدوم الربيع
يوجد أدلة على وجود ثغرات في التوجيهات السوفييتية قد تكون أسهمت في زيادة عدد حالات الاغتصاب التي ارتكبها جنود الجيش الأحمر في حق النساء البولنديات، وذلك وفقاً لجيرزي كوخانوفسكي (Jerzy Kochanowski) من جامعة وارسو. تمت حماية النساء الألمانيات (على الأقل جزئياً) من خلال تعليمات صارمة حول معاملتهن أثناء نقلهن، أصدرتها القيادة السوفييتية. ومع ذلك لم تكن هنالك تعليمات من هذا القبيل، أو أي تعليمات بخصوص البولنديات. ادعى بعض القادة العسكريين في غمينا (قطاع) ليزنو أن جنودهم احتاجوا لممارسة الجنس. في نفس الوقت، سُلبت المزارع الممنوحة للبولنديين الواصلين إلى كيرسي من أي شيء ذو قيمة من قبل الجيش الأحمر، خصوصاً المعدات الزراعية التي خلفها الألمان وراءهم.
حسب أوستروفسكا (Ostrowska) وزاريما (Zaremba)، كان شهر حزيران 1945 الأسوء. أدلت ضحية اغتصاب جماعي من بينتشوف تبلغ من العمر 52 عاماً شهادتها أن اثنين من المحاربين السوفييت القدامى عائدين من برلين أخبروها أنهم كانوا يقاتلون لأجل بولندا لمدة ثلاث سنوات ولهذا لهم الحق بالحصول على كل الإناث البولنديات. سُجلت اثنتا عشر حالة اغتصاب في يومين في أُولكوز. في مدينة أُوستروف سُجلت 33 حالة اغتصاب. ذكر تقرير الميليشيا المحلية أن في 25 حزيران بالقرب من كراكوف أن زوجاً وطفلاً قُتلا رمياً بالرصاص قبل اغتصاب امرأة في إحدى القرى، بينما في قريةٍ أخرى تعرضت طفلة تبلغ من العمر 4 سنوات لانتهاكات جنسية من قبل رجلين سوفييتيين. وفقاً لإحصاءات وزارة الصحة البولندية، اجتاحت أوباءٌ الدولةَ تنتقل عن طريق الاتصال الجنسيّ، أثرت بحوالي 10% من عموم الشعب، ما يصل إلى 50% من النساء في ماسوريا كن مصابات.
حسب المؤرخ فيسلاف نيسيبدزكي (Wiesław Niesiobędzki)، أخطرَ النازيون في بروسيا الشرقية العديد من النساء الألمانيات عرقياً في أن يهربن قبل الهجوم السوفييتي، ليتركن النساء البولنديات ليتحملن الاغتصاب (معظمهم من قبل قلميقيين) وليشهدن الإحراق الممنهج للبيوت المسلوبة، كما حدث في بلدة إيفافا تحت قيادة الرائد السوفييتي كونسانتوف (Konstantinov). تحدث الشاهد عيان غرتترودا بوتشكوفسا (Gertruda Buczkowska) عن معسكر أشغال في بالقرب من فيلكا زولافا (Wielka Żuława) كان يُشغل 200 امرأة بيلاروسية. في أواخر كانون الثاني 1945 رأت بوتشكوفسا (Buczkowska) جثثهن في الثلج عندما فرت مع أمها وخمس نساء من هامبورغ انضممن إليهما. وُجدت النساء الألمانيات الخمس عاريات ومفارقات الحياة في قبو بيت في شارع ريباكوف (Rybaków) في إيلافا (Iława) بعد أيام قليلة.

## العودة من العمل القسري
حسب أوستروفسكا (Ostrowska) وزاريما (Zaremba)، النساء البولنديات اللاتي أُخذن إلى ألمانيا ليعملن بالسُخرة قد تعرضن للاغتصاب على نطاقٍ واسع من قبل الجنود السوفييت بالإضافة إلى أسرى الحرب السابقين. في أيار 1945، في مؤتمر لمندوبين من مكاتب إعادة التوطين عديدة، نصَّ القرار النهائي على: «عبر ستارغارد وشتتين، هنالك حركة كبيرة من أشخاص بولنديين عائدين من العمل القسري في الرايخ الثالث. كانوا عرضةً لهجومٍ مستمر من قبل جنود أفراد ومجموعات منظمة. على طول الرحلة، تعرض البولنديون للنهب المتكرر، وتعرضت النساء البولنديات للاغتصاب. في ردنا على السؤال الذي طُرح على الوفد البولندي بشأن إن كان يمكن اعتبار اغتصاب النساء البولنديات أمراً استثنائياً، أعلنت الإدارة المحلية في مكتب العودة إلى الوطن - والتي كانت على اتصالٍ دائم مع البولنديين العائدين - أن النساء خصوصاً كن عرضةً للعدوان العنيف وليس العكس». ألمح المؤرخ الروسي درابكين (Drabkin) في لقاء في 1989 أن «ليس الجنود من سبب معظم المشاكل بعمليات الاغتصاب في إدارة الاحتلال، إنما أسرى الحرب السوفييت السابقين والمواطنين السوفييت الذي كانوا يعملون في الإدارة العسكرية السوفييتية في ألمانيا، الذين كانوا غالباً يرتدون زياً رسمياً» كان يبدو مشابهاً لزي الجنود.
أحياناً، وحتى مع وجود الميليشيا لم يكن بالإمكان توفير الحماية؛ لأن رجال الميليشيا لم يكونوا مسلحين. بالنسبة للنساء، كانت القطارات القادمة ومحطات القطار تحديداً أماكن خطرة، كما في بيدغوشتش، أو حول رادوم ولغنيتسا. حسب أوستروفسكا (Ostrowska) وزاريما (Zaremba)، وصف مندوبٌ من حكومة الوفد لأجل بولندا الحالةَ الخطيرة في بوميرانيا. أصدر قائد مقر الميليشيا البولندية في تشيبياتوف (Trzebiatów) تحذيراً أن على النساء البولنديات أن لا يخرجن بدون مرافقة.
كتب نايمارك (Naimark) أن «مع ما يقرب مليوني فار وأسير حارب سابق روسيّ بشكلٍ عام في أوروبا المحتلة من السوفييت، فلا عجب أن اللصوصية في جانبهم أصبحت مشكلةً حقيقية بالنسبة للاحتلال». من الصعب تقدير عدد ضحايا الاغتصاب البولنديات بدقة التي جرت في 1944–1947. الصعوبة الكبرى في تقدير عدد الضحايا تأتي من حقيقة أن التركيبة العرقية للضحايا لم تكن تدون دائماً في التقرير. بشكلٍ عام، سلوك الجنود السوفييت تجاه النساء من خلفية سلافية كان أفضل من سلوكهم تجاه النساء الناطقات باللغة الألمانية. وفقاً لأوستروفسكا (Ostrowska) وزاريما (Zaremba)، إن كان عدد الضحايا البولنديات يصل إلى 100 ألف ضحية فلا تزال المسألة مسألة تخمين.

## اقرأ أيضاً
- الانتهاكات الجنسية أثناء احتلال ألمانيا
- نساء المتعة
- حالات الانتحار الجماعي في ألمانيا النازية عام 1945